# Slavkov u Brna
Slavkov u Brna (tiếng Séc phát âm: [slafkof u br̩na], tức là Slavkov Brno, từng được biết đến trong lịch sử với tên gọi Austerlitz trong tiếng Đức) là một thị trấn nằm ở phía đông của Brno thuộc vùng Nam Moravia, Cộng hoà Séc. Dân số: 5.900 người. Thị trấn được biết đến rộng rãi cho tên của mình đặt cho trận Austerlitz, mà thực sự có cự ly nhiều số cây số nơi ở phía tây của trấn.
Vào đầu thế kỷ 13, Dòng Hiệp sĩ Teuton xây dựng một thành trì tu viện mà mà ngày nay vẫn còn có thể nhìn thấy trong các hầm của Cung điện Austerlitz. Ghi chép bằng văn bản đầu tiên về địa danh này có từ năm 1237. Tên tiếng Séc Slavkov được ghi nhận lần đầu tiên vào năm 1361 trong khi tên tiếng Đức Austerlitz xuất hiện lần đầu vào năm 1633 và được cho là tên rút gọn của Novosedlice Séc (Novosedlicz, Nausedlicz), có nghĩa là "khu định cư mới", mặc dù điều này chưa được chứng minh rõ ràng. Sau sự thất bại Hiệp sĩ Teuton tại trận Grunwald, thị trấn đã trở thành tài sản của một số chủ sở hữu quý tộc đến năm 1509, khi gia đình tầng lớp quý tộc địa phương von Kaunitz được cho là đã kiểm soát nó trong hơn 400 năm.

## Hình ảnh

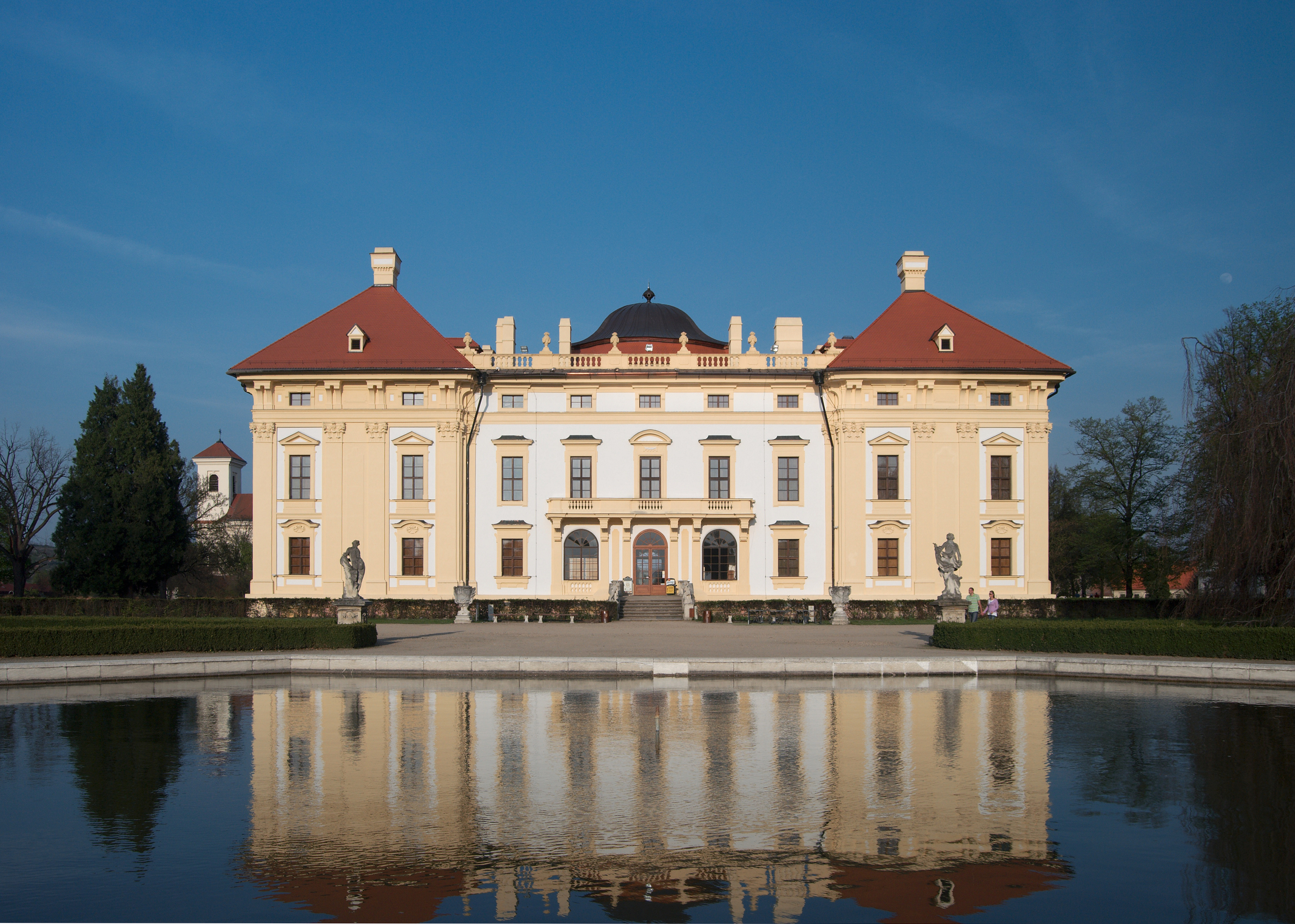
Lâu đài Slavkov
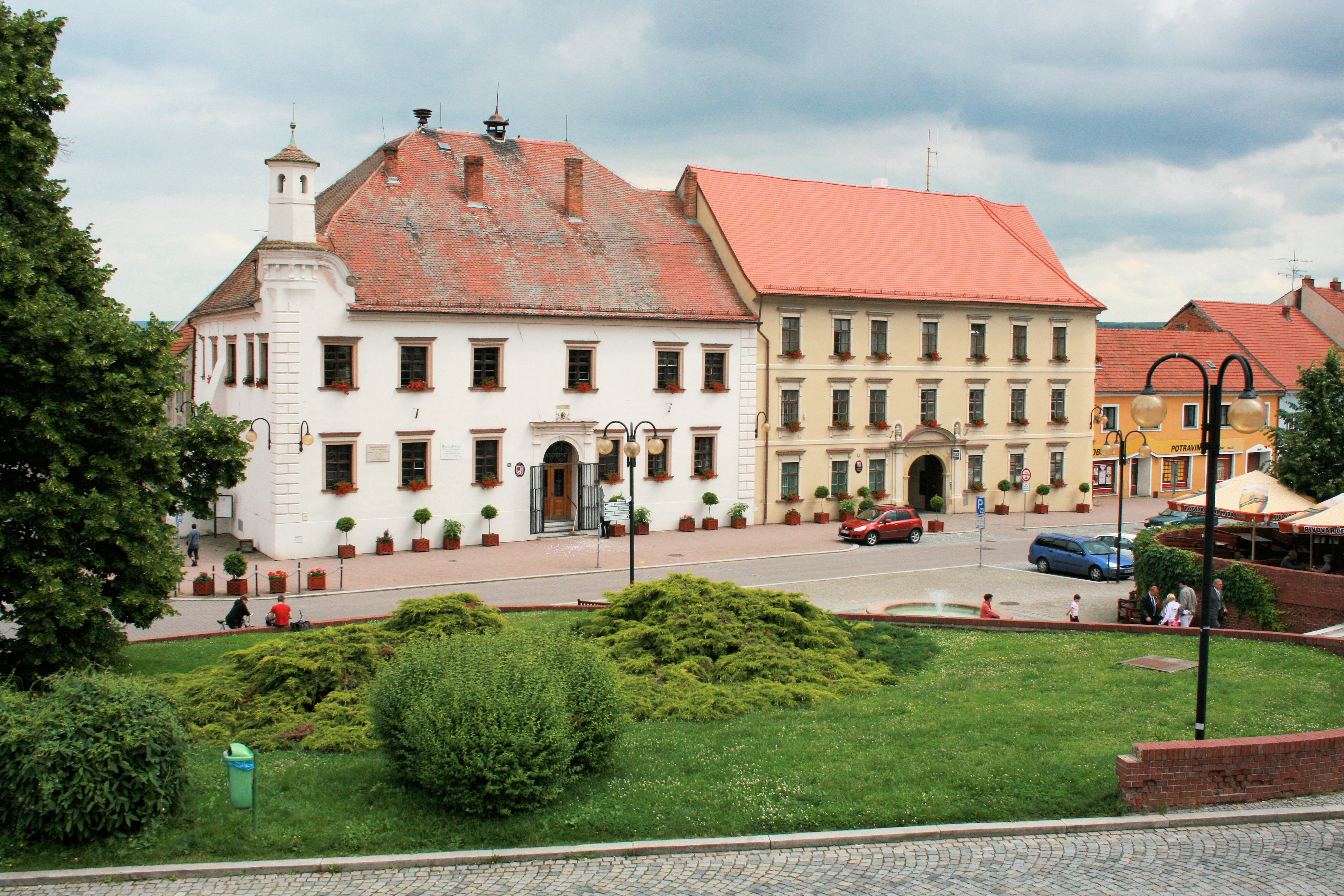
Tòa thị chính và đồn cảnh sát tại quảng trường thị trấn
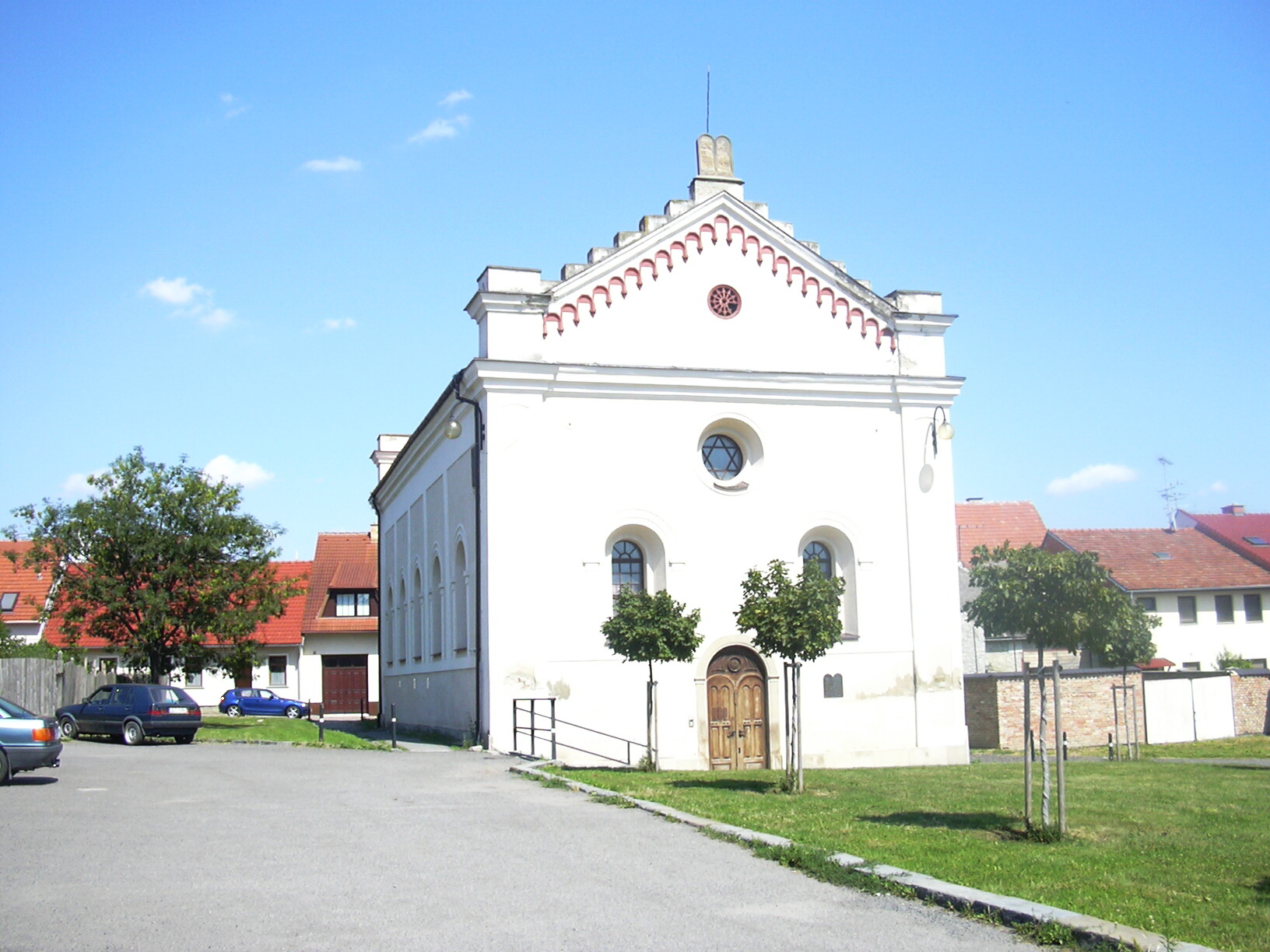
Tu viện Do Thái
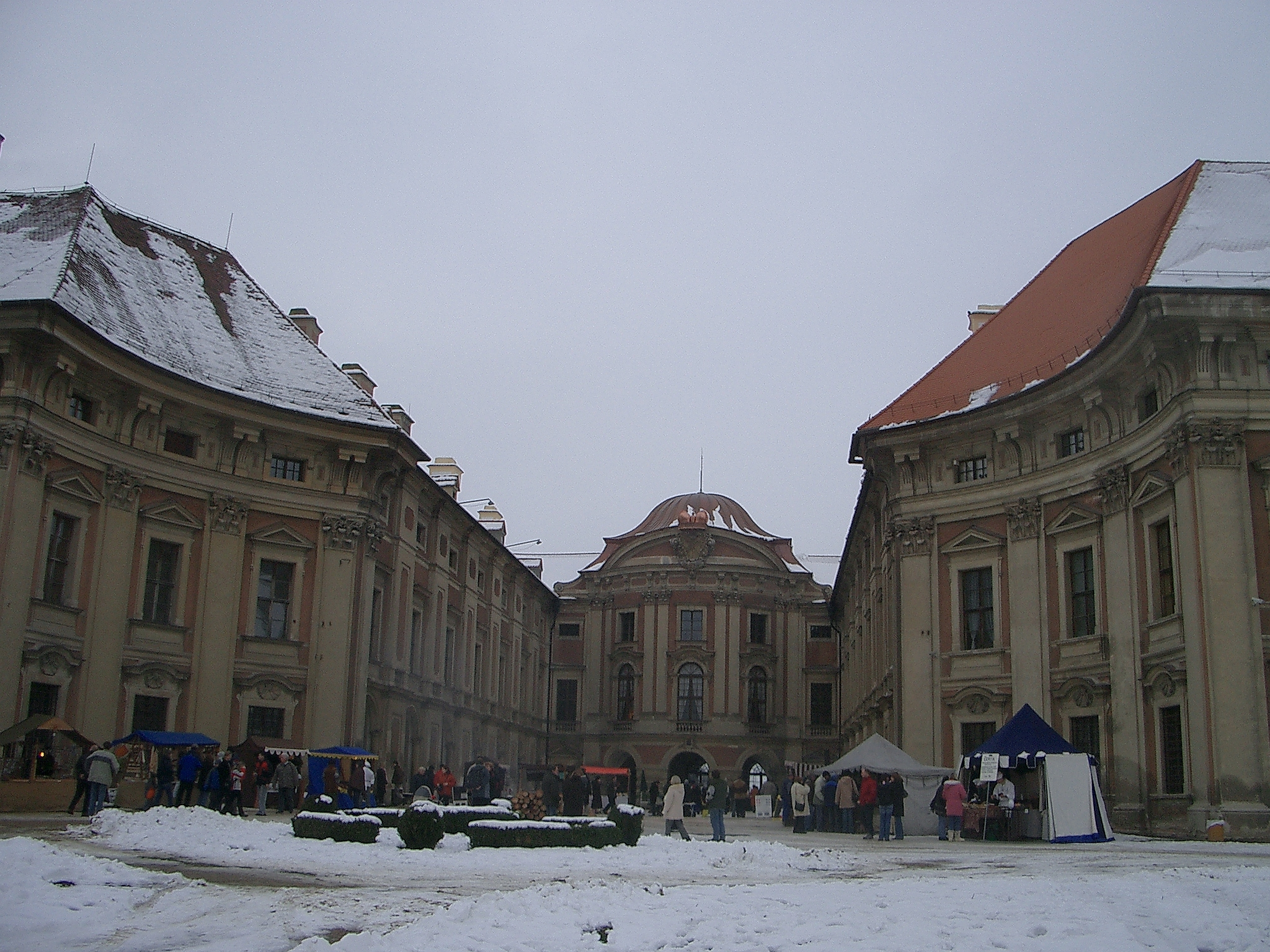
Mặt trước của Cung điện Austerlitz (với các quầy hàng trong lễ kỷ niệm 200 năm trận Austerlitz)
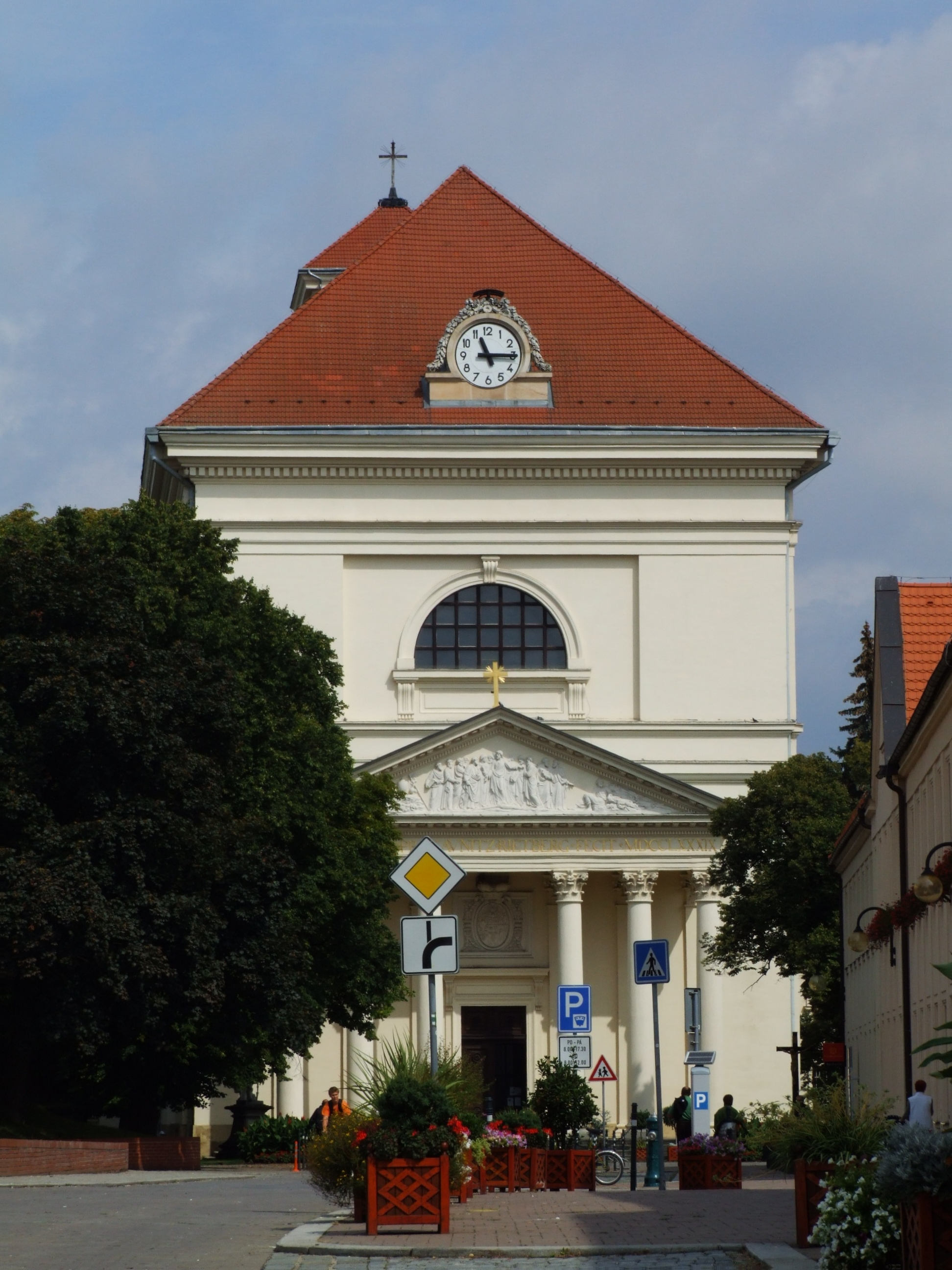
Church of the Resurrection
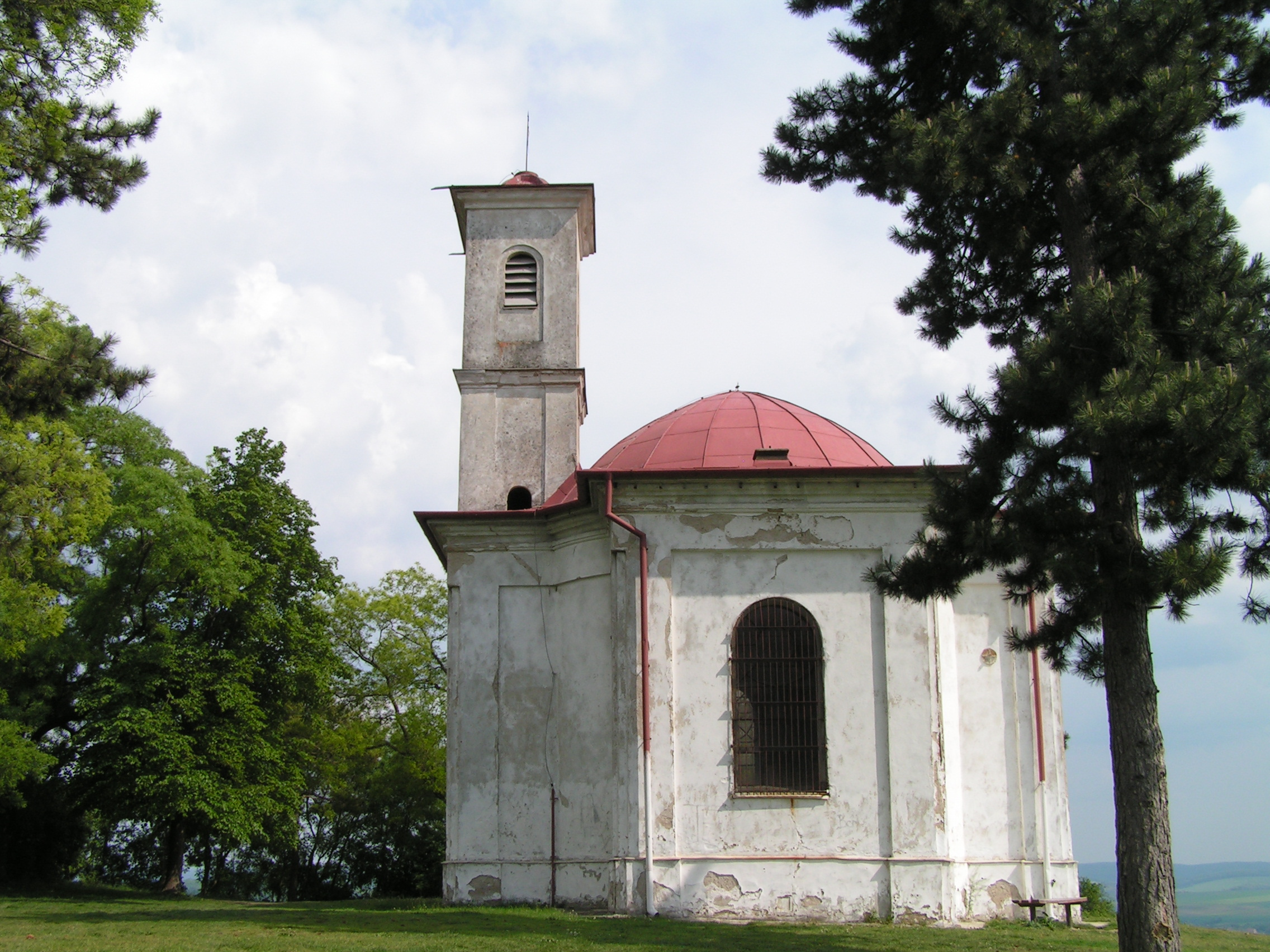
St. Urbanus Chapel on a hill over the town
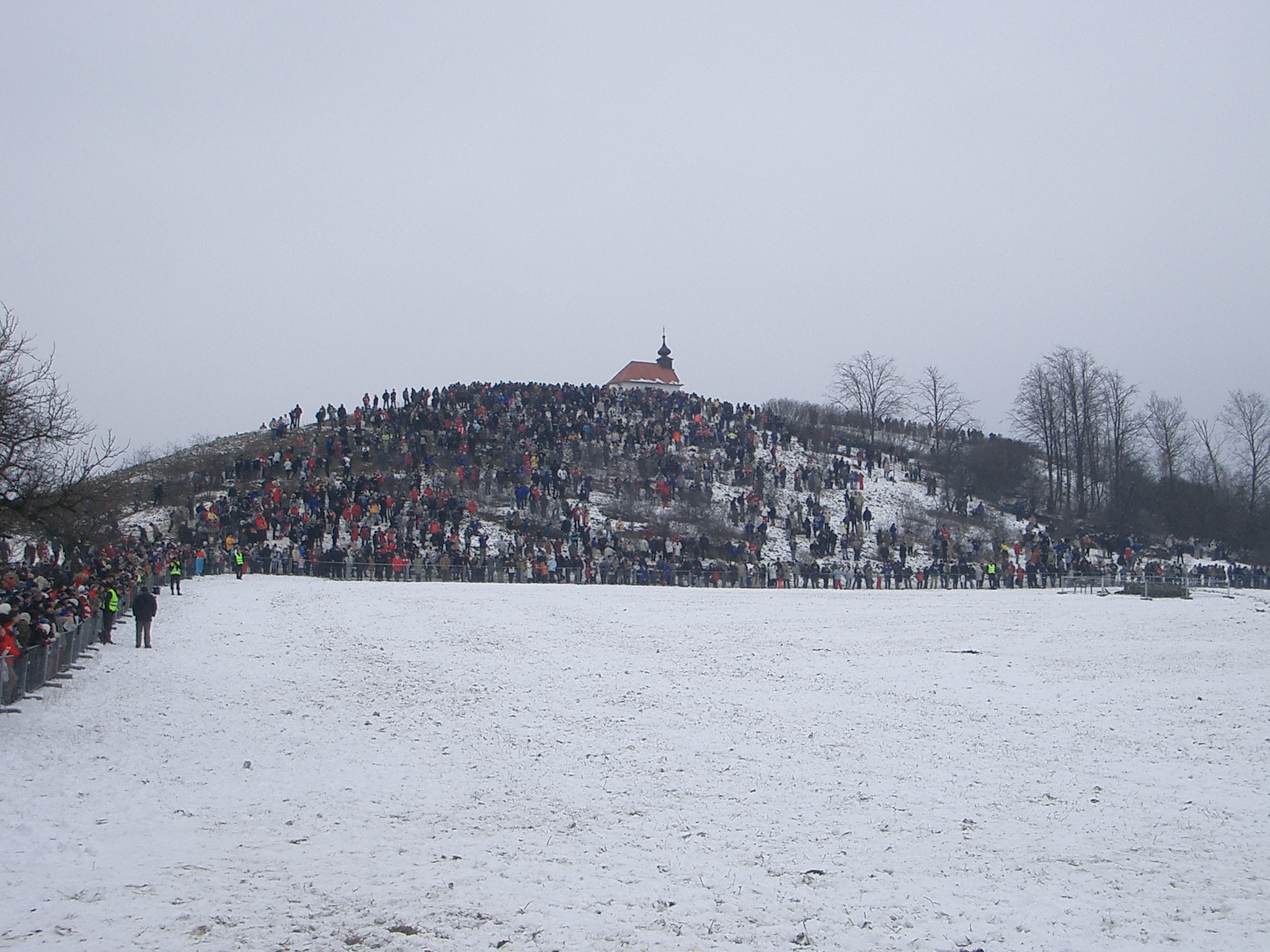
Santon Hill (with visitors during the 200th anniversary)
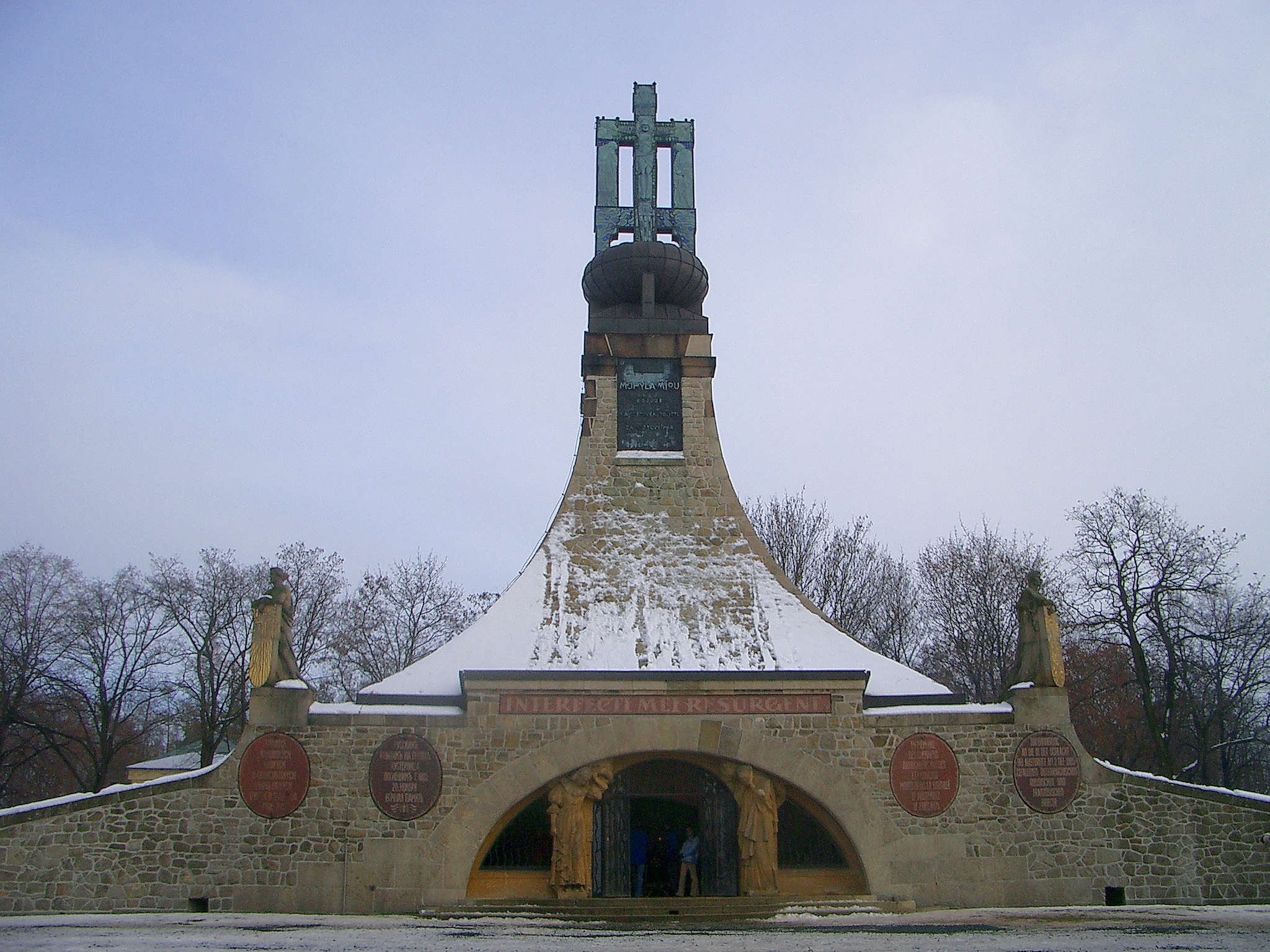
Đài tưởng niệm hoà bình
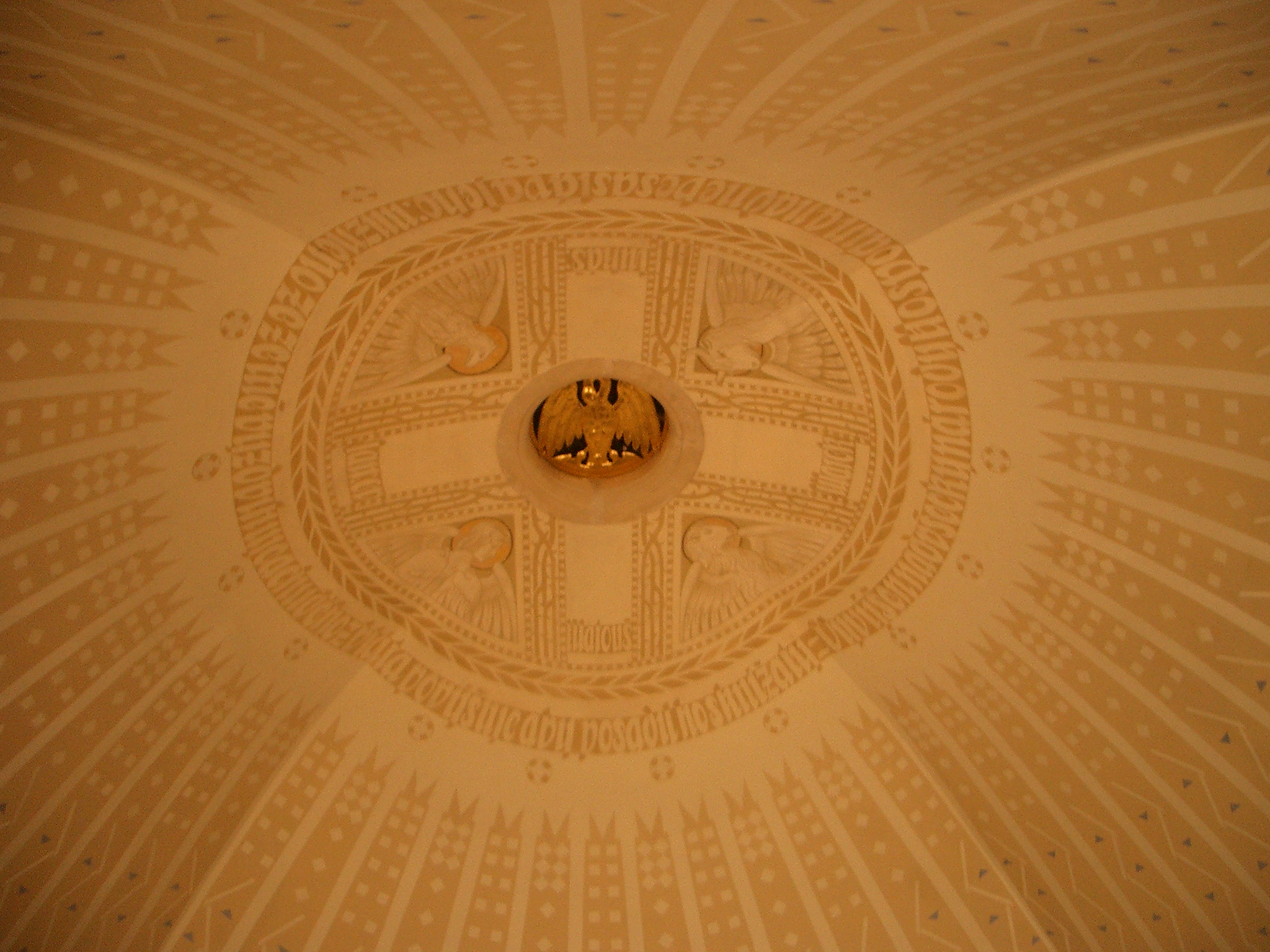
Cupola của Đài tưởng niệm hòa bình
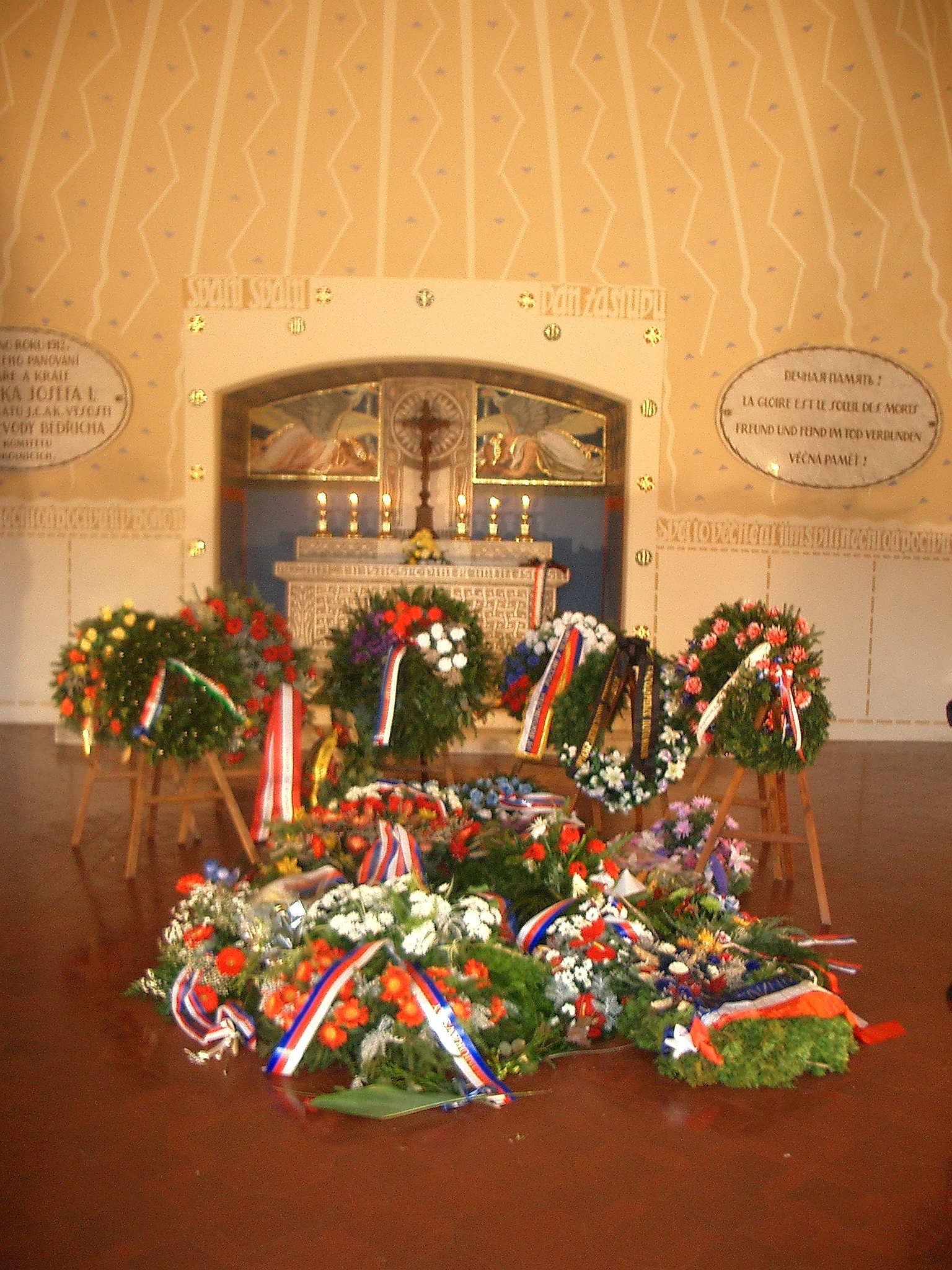
Interior of the Peace Memorial with wreaths commemorating the 200th anniversary
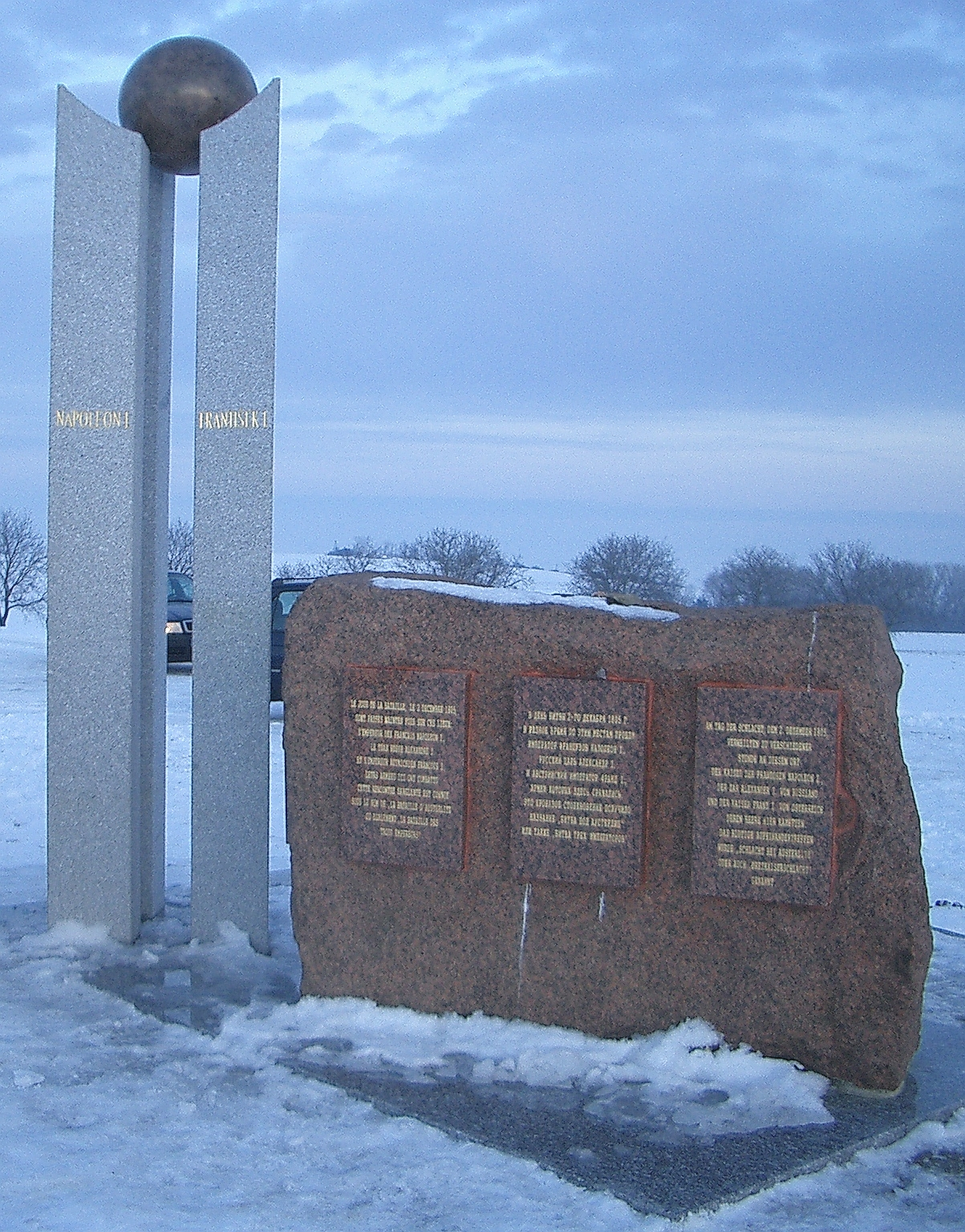
Monument to the Three Emperors at the Old Vineyards
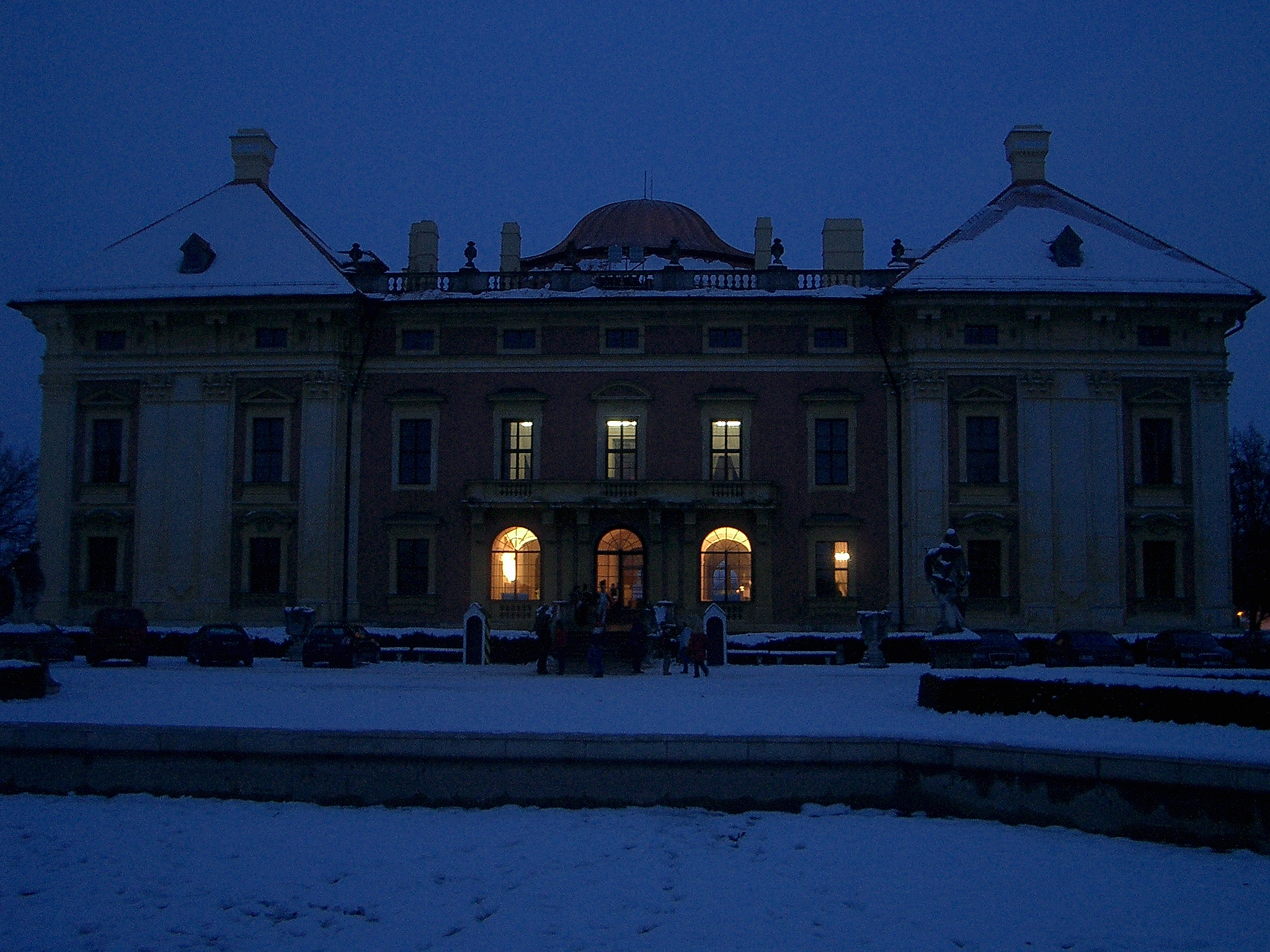
Austerlitz Palace seen from the park at dusk
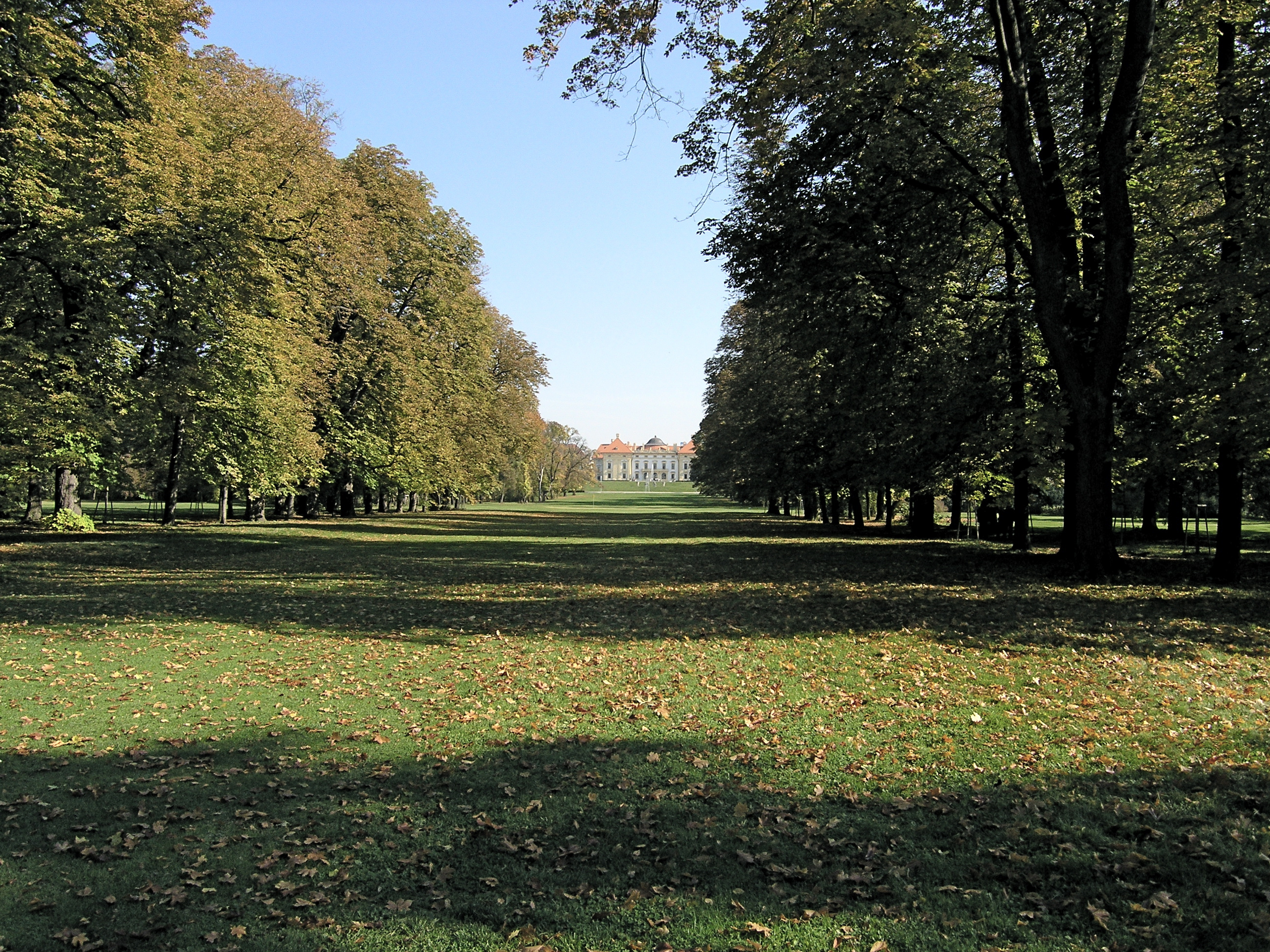
Austerlitz castle park in French baroque style